# جون ودروف
جون ودروف (بالإنجليزية: John Woodruff)‏ هو منافس ألعاب قوى أمريكي، ولد في 5 يوليو 1915 في كونيلسفيل في الولايات المتحدة، وتوفي في 30 أكتوبر 2007 في فاونتن هيلز في الولايات المتحدة.

## وصلات خارجية
- جون ودروف على موقع الاتحاد الأمريكي لسباقات المضمار والميدان، قاعة المشاهير (الإنجليزية)
- جون ودروف على موقع أوليمبيديا (الإنجليزية)